# 張崴烽
張崴烽（英語：Chong Wei Feng，1987年5月26日—），本名张维峰（2016年為求好運改名），馬來西亞羽毛球男运动员。

## 簡歷

### 2007年-2011年 国际赛首冠
2007年11月，张维峰出戰越南羽毛球大獎賽，在男单準决赛以0比2（11-21、14-21）不敌队友的罗斯林·哈欣。同年11月，他出战馬來西亞羽毛球國際挑戰賽，在男单準决赛以0比2（7-21、19-21）不敌队友的陳俊翔。
2008年11月，张维峰出戰馬來西亞羽毛球國際挑戰賽，在男单决赛以0比2（7-21、15-21）不敌赛会2号种子、队友的關明鴻，赢得亚军。
2009年10月，张维峰出戰越南羽毛球大獎賽並闖進男單決賽，最終以1比2（7-21、21-19、14-21）負給東道主阮進明，屈居亞軍。同年11月，他出战馬來西亞羽毛球國際挑戰賽，在男单决赛以2比0（21-17、21-14）击败了赛会5号种子、队友的曾广铭，夺得其首个国际赛单打冠军。
2011年11月，张维峰出戰馬來西亞羽毛球國際挑戰賽，在男单準决赛以1比2（17-21、21-11、16-21）不敌赛会头号种子、印尼的阿兰夏·尤纳斯。

### 2012年 超级赛四强
2012年10月，张维峰出战中華台北羽毛球黃金大獎賽，在男单準決賽以0比2（8-21、19-21）不敌赛会2号种子、越南的阮進明。同年11月，他出战中國羽毛球首要超級賽，从首圈一路淘汰了日本的佐佐木翔、丹麦的H-K·維汀哈斯、日本的上田拓馬，直到四强不敌对手，这也是他首次打进超级赛四强最好佳绩。

### 2013年世錦賽
2013年8月，张维峰參加中國廣州舉行的世界羽毛球錦標賽，以15號種子身分出戰男子單打項目。他先在首圈擊敗英格蘭選手晉級，次圈再以2比0輕取烏克蘭的德米特罗·扎瓦德斯基；但在第三圈面對中國的林丹，力戰下以0比2（20-22、10-21）落敗，16強止步。

### 2014年世錦賽
2014年8月，张维峰參加丹麥哥本哈根舉行的世界羽毛球錦標賽，以16號種子出戰男子單打項目，但在首圈就以1比2（21-17、22-24、16-21）負於英格蘭的拉吉夫·欧斯夫出局。他在賽後表示落敗是因為自己失去了专注力，特别是后两局都在领先下被追赶上来，对自己感到失望。

### 2016年 轉為自由人
原名的张维峰改名為張崴烽改運。年內，他因无法完成晋级里約奥运会的目标而决定退出国家队，由5月1日正式成为自由人球员，並和巴生球会（KCBC）签约一年。在同年於中国昆山舉行的湯姆斯盃，已离开国家队的張崴烽凭藉出色的团体赛战绩和经验入选大马汤杯队。
同年5月，張崴烽在全國羽球大獎賽首站比賽、吉隆坡公開賽男單決賽中，以2比1（21-16、16-21、21-15）擊敗吳業振稱王。

### 2019年 退役
2019年6月，張崴烽宣佈自己已掛拍退役並且現在已開辦自己的羽毛球學院以及擔任馬來西亞國家羽毛球隊的女單陪練員。

## 主要比賽成績
只列出曾進入準決賽的國際賽事成績：
| 年份   | 賽事                     | 公開賽級別 | 項目     | 成績   |
| ------ | ------------------------ | ---------- | -------- | ------ |
| 2007年 | 越南羽毛球大獎賽         | 大獎賽     | 男子單打 | 準決賽 |
| 2007年 | 馬來西亞羽毛球國際挑戰賽 | 國際挑戰賽 | 男子單打 | 準決賽 |
| 2008年 | 馬來西亞羽毛球國際挑戰賽 | 國際挑戰賽 | 男子單打 | 亞軍   |
| 2009年 | 越南羽毛球大獎賽         | 大獎賽     | 男子單打 | 亞軍   |
| 2009年 | 馬來西亞羽毛球國際挑戰賽 | 國際挑戰賽 | 男子單打 | 冠軍   |
| 2011年 | 馬來西亞羽毛球國際挑戰賽 | 國際挑戰賽 | 男子單打 | 準決賽 |
| 2012年 | 中華台北羽毛球黃金大獎賽 | 黃金大獎賽 | 男子單打 | 準決賽 |
| 2012年 | 中國羽毛球首要超級賽     | 首要超級賽 | 男子單打 | 準決賽 |
| 2013年 | 亞洲羽毛球錦標賽         | 其他       | 男子單打 | 準決賽 |
| 2013年 | 中國羽毛球首要超級賽     | 首要超級賽 | 男子單打 | 準決賽 |
| 2014年 | 馬來西亞羽毛球黃金大獎賽 | 黃金大獎賽 | 男子單打 | 準決賽 |
| 2014年 | 湯姆斯盃                 | 其他       | 男子團體 | 亞軍   |
| 2014年 | 英聯邦運動會羽毛球比賽   | 其他       | 混合團體 | 金牌   |
| 2014年 | 亞洲運動會羽毛球比賽     | 其他       | 男子團體 | 銅牌   |
| 2015年 | 東南亞運動會羽毛球比賽   | 其他       | 男子團體 | 銅牌   |
| 2015年 | 東南亞運動會羽毛球比賽   | 其他       | 男子單打 | 金牌   |
| 2015年 | 越南羽毛球大獎賽         | 大獎賽     | 男子單打 | 準決賽 |
| 2016年 | 湯姆斯盃                 | 其他       | 男子團體 | 季軍   |
| 2016年 | 越南羽毛球大獎賽         | 大獎賽     | 男子單打 | 亞軍   |
| 2018年 | 中國陵水羽毛球大師賽     | 超級100賽  | 男子單打 | 準決賽 |

| 2007-2017年 | 首要超級賽 | 超級賽 | 黃金大獎賽 | 大獎賽 | 國際挑戰賽 | 國際系列賽 | 未來系列賽 | 其他 |

| 2018-2026年 | 總決賽 | 超級1000賽 | 超級750賽 | 超級500賽 | 超級300賽 | 超級100賽 | 國際挑戰賽 | 國際系列賽 | 未來系列賽 | 其他 |

### 奧運會和世錦賽參賽紀錄
|          | 2013 | 2014 |
| -------- | ---- | ---- |
| 男子單打 | 16強 | 64強 |